# Knorringit
Das Mineral Knorringit ist ein sehr seltenes Inselsilikat aus der Obergruppe der Granate und hat die Endgliedzusammensetzung Mg3Cr3+2Si3O12. Es kristallisiert im kubischen Kristallsystem mit der Struktur von Granat.
Knorringit bildet rosarote bis blaugrüne Kristalle mit Diamantglanz, die selten größer als 1–2 mm werden.
Gebildet werden knorringitreiche Granate unter den Bedingungen des oberen Erdmantels. Die wenigen Funde stammen aus Kimberliten und Einschlüssen in Diamant sowie einigen Meteoriten. Typlokalität ist die Kao Kimberlit Pipe im Butha-Buthe Distrikt, Lesotho.

## Etymologie und Geschichte
Im Jahr 1864 wurde ein winziger, grüner Granat nahe dem buddhistischen Drukpa-Kloster Hanle aus dem 17. Jahrhundert im Hanle-Tal im indischen Unionsterritorium Ladakh gefunden und von F. R. Mallet als ungewöhnlich chromreich beschrieben. Das Material ging verloren, die Fundstelle war unzugänglich und Lewis Leigh Fermor vergab 1952 anhand der von Mallet verworfenen Analysen versuchsweise den Namen Hanleit für ein Magnesiumäquivalent von Uwarowit.
In den 1960er Jahren gelangte G. G. K. Sastri, damals Direktor für Geologie und Bergbau des Bundesstaates Gujarat (Indien), doch noch in den Besitz einiger ebenfalls winziger smaragdgrüner, dodekaedrischer Kriställchen, denen die Herkunft „nahe dem Kloster Hanle“ zugeschrieben worden war. Er konnte zeigen, dass es sich hierbei um fast reinen Uwarowit handelt.
Chromhaltige, rosa bis violette Pyrope sind seit Beginn des 20. Jahrhunderts aus südafrikanischen Kimberliten bekannt. Wegen ihres Ursprungs im oberen Erdmantel, der Quelle der diamantführenden Kimberlitmagmen, wurden sie intensiv untersucht. Hierbei fiel der englischen Gruppe um Peter H. Nixon, Oleg von Knorring (1915–1994) und Joan M. Rooke von der University of Leeds in Schwermineralkonzentraten des Kao Kimberlit ein besonders chromreicher, blaugrüner Granat auf, der einen hohen Anteil der von Fermor 1952 eingeführten „Hanleit“–Zusammensetzung zeigte. Erst 5 Jahre später gelang Nixon und Hornung mit der damals noch wenig verbreiteten Elektronenstrahlmikroanalyse eine genaue chemische Analyse der winzigen Kristallfragmente und die Beschreibung von Mg3Cr3+2Si3O12 als neues Mineral. Sie benannten es nach ihrem Kollegen von Knorring, der an der ersten Untersuchung der Proben beteiligt war.

## Klassifikation
Die strukturelle Klassifikation der International Mineralogical Association (IMA) zählt den Knorringit zur Granat-Obergruppe, wo er zusammen mit Almandin, Andradit, Calderit, Eringait, Goldmanit, Grossular, Morimotoit, Majorit, Menzerit-(Y), Momoiit, Pyrop, Rubinit, Spessartin und Uwarowit die Granat-Gruppe mit 12 positiven Ladungen auf der tetraedrisch koordinierten Gitterposition bildet.
Die veraltete, aber noch gebräuchliche 8. Auflage der Mineralsystematik nach Strunz führt den Knorringit zusammen mit Almandin, Andradit, Calderit, Goldmanit, Grossular, Henritermierit, Hibschit, Holtstamit, Hydrougrandit, Katoit, Morimotoit, Majorit, Pyrop, Schorlomit, Spessartin, Uwarowit, Wadalit und Yamatoit (diskreditiert, da identisch mit Momoiit) in der „Granatgruppe“ mit der System-Nr. VIII/A.08 innerhalb der Abteilung der „Inselsilikate (Nesosilikate)“ auf.
Auch die seit 2001 gültige 9. Auflage der Strunz’schen Mineralsystematik zählt den Knorringit zur „Granatgruppe“ mit der System-Nr. 9.AD.25 innerhalb der Abteilung der „Inselsilikate (Nesosilikate)“. Diese ist jedoch weiter unterteilt nach der möglichen Anwesenheit weiterer Anionen und der Koordination der beteiligten Kationen, so dass das Mineral entsprechend seiner Zusammensetzung in der Unterabteilung „Inselsilikate ohne zusätzliche Anionen; Kationen in oktaedrischer [6]er- und gewöhnlich größerer Koordination“ zu finden ist.
Die vorwiegend im englischen Sprachraum gebräuchliche Systematik der Minerale nach Dana ordnet den Knorringit ebenfalls in die Abteilung der „Inselsilikatminerale“ ein. Hier ist er zusammen mit Pyrop, Almandin, Spessartin, Majorit und Calderit in der „Granatgruppe (Pyralspit-Reihe)“ mit der System-Nr. 51.04.03a innerhalb der Unterabteilung „Inselsilikate: SiO4-Gruppen nur mit Kationen in [6] und >[6]-Koordination“ zu finden.

## Chemismus
Knorringit mit der Endgliedzusammensetzung [X]Mg3[Y]Cr3+2[Z]Si3O12 ist das Cr-Analog von Pyrop ([X]Mg3[Y]Al2[Z]Si3O12) bzw. das Mg-Analog von Uwarowit ([X]Ca3[Y]Cr3+2[Z]Si3O12) mit denen es Mischkristalle bildet entsprechend den Austauschreaktionen
- [Y]Cr3+ = [Y]Al3+, (Pyrop)
- [X]Mg2+ = [X]Ca2+ (Uwarowit).

Für den Knorringit aus der Typlokalität wird folgende empirische Zusammensetzung angegeben:
- [X](Mg1,91Ca0,66Fe2+0,41Mn0,04)[Y](Cr3+1,04Al0,86Fe3+0,07Ti4+0,005)[Z]Si3,01O12,[3]

wobei mit [X], [Y] und [Z] die Positionen in der Granatstruktur angegeben sind.
Die Eisengehalte können als Almandinanteil interpretiert werden, entsprechend der Reaktion
- [Z]Mg2+ + [Y]Cr3+ = [Z]Fe2+ + [Y]Al3+.

Die Chromgehalte von Pyrop-Knorringitmischkristallen nehmen mit steigenden Druck zu. Ab Drucken von ca. 10GPa beginnen die Chrom- und Aluminiumgehalte abzunehmen, zugunsten einer Mischkristallbildung mit Majorit entsprechend der Austauschreaktion
- 2[Y]Cr3+ = [Y]Mg2+ + [Y]Si4+

Die Kombination dieser beiden Trends führt dazu, dass in Mantelgesteinen reiner Knorringit nicht vorkommt. Bei geringeren Druck überwiegt der Pyropanteil in den Granaten, bei hohem Druck werden die Zusammensetzungen zunehmend majoritreicher.

## Kristallstruktur
Knorringit kristallisiert mit kubischer Symmetrie in der Raumgruppe Ia3d (Raumgruppen-Nr. 230) mit 8 Formeleinheiten pro Elementarzelle. Der natürliche Mischkristall aus der Typlokalität hat dem Gitterparameter a = 11,659 Å. Für synthetischen Knorringit mit 5 Mol-% Majorit wurde a = 11,5935 Å gemessen.
Die Struktur ist die von Granat. Magnesium (Mg2+) besetzt die dodekaedrisch von 8 Sauerstoffionen umgebenen X-Positionen, Chrom (Cr3+) die oktaedrisch von 6 Sauerstoffionen umgebene Y-Position und die tetraedrisch von 4 Sauerstoffionen umgebenen Z-Position ist ausschließlich mit Silicium (Si4+) besetzt.

## Eigenschaften

### Farbe
Chromhaltige Pyrope zeigen ein blass rosa bis violette Farbe, die bei Knorringitgehalten zwischen 40 und 70 mol-% in dunkelgrün umschlägt. Beide Farben werden durch Cr3+ auf der Oktaederposition der Granatstruktur hervorgerufen. Spektroskopische Untersuchungen ergaben, dass sich die lokale Umgebung des Cr3+ auf dieser Position in der Mischkristallreihe Pyrop - Knorringit kaum ändert. Was sich ändert, ist der Bindungscharakter der Chrom-Sauerstoff-Bindungen. Der kovalente Anteil der Bindungen nimmt mit zunehmenden Chromgehalten ab, ohne dass sich die Bildungslängen signifikant ändern. Die Farbänderung wird auf diesen Einfluss der Besetzung der benachbarten Oktaederpositionen auf den Charakter der Chrom-Sauerstoff-Bindungen zurückgeführt.
Eine vergleichbare Farbänderung konnte bei Änderung der Besetzung der dodekaedrischen X-Position beobachtet werden. Bei gleichen Chromgehalten ändert sich die Farbe von rosa über grau zu grün, wenn in Mischkristallen mit Uwarowit/Grossular die Kalziumgehalte der dodekaedrischen X-Position zunehmen.
Vergleichbare Farbänderungen wurden auch bei anderen Mischkristallreihen mit Cr3+-Endgliedern beobachtet. In der Spinellgruppe z. B. ändert sich die Farbe von Spinell-Magnesiochromit und Gahnit-Zincochromit-Mischkristallen mit steigenden Chromgehalten von rosarot nach dunkelgrün.
Bekannter sind die Korund-Eskolait-Mischkristalle. Auch in dieser Reihe wechselt die Farbe mit zunehmenden Chromgehalten von rot (Rubin) nach grün (Eskolait).

## Bildung und Fundorte
Knorringitreiche Granate bilden sich bei hohen Drucken und Temperaturen untern Bedingungen des oberen Erdmantels. Unterhalb von 1600 °C/~7 GPa und 1000 °C/14,5 GPa baut sich majoritischer Knorringit ab zu Enstatit (MgSiO3) und Eskolait (Cr2O3). Mit zunehmenden Aluminiumgehalten (Pyropanteil) vergrößert sich das Stabilitätsfeld von Granat zu kleineren Drucken bis ≈2GPa. Die Abbauprodukte pyrophaltiger Knorringite sind Enstatit, chromhaltiger Spinell und Coesit.
Weltweit gibt es nur wenige bestätigte Fundorte für Knorringit. Chromhaltige Pyrope hingegen finden sich in vielen Kimberliten sowie in Einschlüssen in Diamanten aus Lagerstätten weltweit.

### Kimberlite und Diamanteinschlüsse
Die ersten Berichte von chromreichen Pyropen stammen aus Südafrika. Dort tritt knorringitreicher Granat in ultrabasischen Xenolithen in Kimberliten auf. In seiner Typlokalität, die Kao Kimberlit Pipe im Butha-Buthe Distrikt, Lesotho, wurde Knorringit nur in Schwermineralkonzentraten gefunden, die keinen direkten Rückschluss auf seine Paragenese zulassen. Es wird angenommen, dass der dort gefundene Knorringit aus Knollen von Mantelgestein stammt, wo er zusammen mit Olivin, Enstatit, Chromdiopsid und chromreichen Spinell auftritt.
In einem Diamanten aus der Akwatia Mine am Fluss Birim in Ghana, Afrika wurde ein Knorringiterinschluss mit rund 66 mol-% Knorringit gefunden.

### Meteorite
Im Ureilit L88774 aus der Antarktis wurde ein Knorringgit-Uwarowit-Mischkristall mit 65-70 mol-% Knorringit beschrieben. Knorringit tritt mit SiO2-reichem Glas zwischen Chromit und Olivin auf und bildete sich bei der Reaktion von chromreicher Schmelze mit Olivin bei ≈4–4,5 GPa und Temperaturen über 2000 °C vermutlich durch Impaktmetamorphose bei der Kollision von Asteroiden im All.
Ein ähnliches Vorkommen beschreiben Sikirdji und Warren aus einem Ureilit aus Nordwest-Afrika (NWA 766). Am Kontakt von Olivin mit SiO2-reichem Glas beobachteten sie Uwarowit- und knorringitreiche Granate, wobei der Knorringitgehalt zum Glas hin zunimmt. Auch hier wird eine Bildung von Knorringit durch Schockmetamorphose vermutet.